# Distretto di Tamanrasset
Il distretto di Tamanrasset è un distretto della provincia di Tamanrasset, in Algeria, con capoluogo Tamanrasset. Un altro comune del distretto è In Amguel.